# Hobo (Huila)
Pour les articles homonymes, voir Hobo.
Hobo est une municipalité située dans le département de Huila, en Colombie.